# ماوريسيو كروز
ماوريسيو كروز (بالإسبانية: Mauricio Cruz Jiron)‏ هو مدرب كرة قدم ولاعب كرة قدم نيكاراغوي في مركز الهجوم، ولد في 11 مارس 1957 في نيكاراغوا. شارك مع منتخب نيكاراغوا لكرة القدم. أما مع النوادي، فقد لعب مع Diriangén FC ‏.

## وصلات خارجية
- ماوريسيو كروز على موقع الاتحاد الدولي (مؤرشف)  (الإنجليزية)
- ماوريسيو كروز على موقع ناشيونال فوتبول تيمز (الإنجليزية)
- ماوريسيو كروز على موقع Soccerway.com (الإنجليزية)
- ماوريسيو كروز على موقع عالم كرة القدم.نت (الإنجليزية)